# Gabro Loma Alta

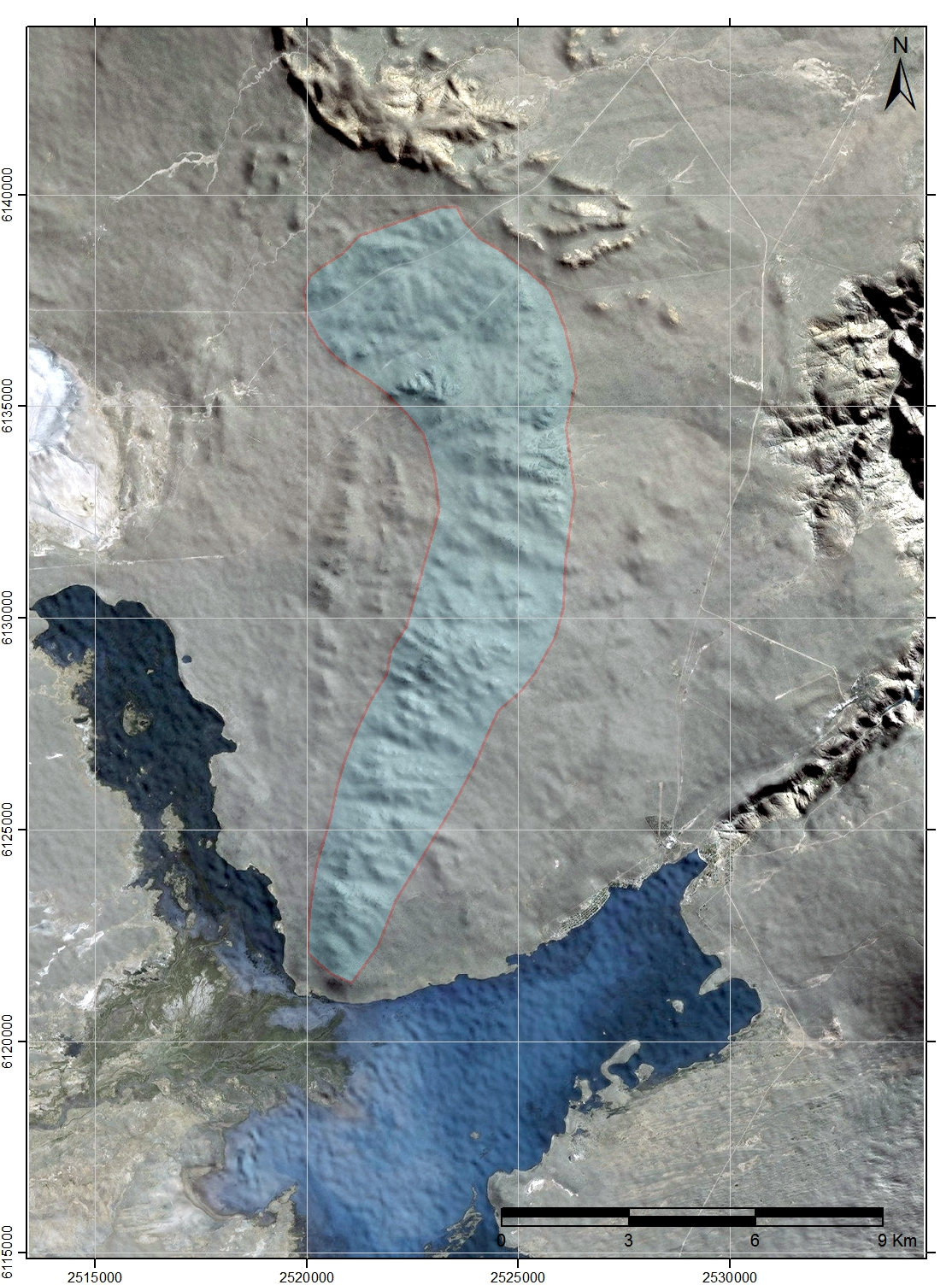
Imagen satelital de Gabro Loma Alta

Gabro Loma Alta es una formación geológica del ordovícico edad arenigiana a llanvirniana ubicada aproximadamente a 50 km al sudoeste de San Rafael, provincia de Mendoza, en la región cuyana de Argentina.

## Litología
Davicino y Sabalúa realizaron en 1990 una investigación detallada, donde determinaron que del cuerpo ígneo participan rocas de diferente composición que sufrieron un fuerte metamorfismo dinámico y las clasificaron como gabros y diabasas porfíricas, gabros cataclasados, cataclasitas, milonitas y espilitas.

## Estructura
El cuerpo presenta una orientación NE-SO, producto de las bandas de minerales milonitizados, comportamiento que se evidencia en las metasedimentitas de la roca de caja correspondiente a la Formación La Horqueta.

## Ambiente
Davicino y Sabalúa (1990) consideran que el cuerpo básico forma parte de una secuencia ofiolítica normal, representante austral de la Faja Ofiolítica Famatiniana (Haller y Ramos, 1993) de la Precordillera y de la Cordillera Frontal.

## Relaciones estratigráficas, edad y correlaciones
Este cuerpo intruye las metasedimentitas de la Formación La Horqueta. González Díaz (1981) determinó la edad por el método K/Ar sobre roca total, obteniendo valores de 474 y 484 Ma indicando una edad arenigiana a alanvirniana, equivalentes al lapso floiense-dapingiense para el enfriamiento del cuerpo ígneo.